# Ninel Miculescu
Ninel Miculescu (* 15. Mai 1985) ist ein ehemaliger rumänischer Gewichtheber. Er wurde 2010 Europameister im Leichtgewicht (Zweikampf, Reißen und Stoßen).

## Werdegang
Ninel Miculescu begann als Jugendlicher mit dem Gewichtheben. Er ist Mitglied des Sportclubs CS Dinamo Bukarest und wird, seit er der rumänischen Nationalmannschaft der Gewichtheber angehört, von Petre Becheru trainiert.
Bereits 1999 wurde er in Lignano Junioren-Europameister (U 16) in der Gewichtsklasse bis 46 kg Körpergewicht mit einer Leistung von 162,5 kg (72,5–90) vor dem Bulgaren Iwan Stoizow, der viele Jahre später Weltmeister im Mittelgewicht wurde, danach aber wegen Dopings suspendiert wurde.
Ninel Miculescu gewann im Juniorenbereich im Jahre 2003 bei der Europameisterschaft in Valencia im Federgewicht mit 270 kg (125–145) noch einmal eine Silbermedaille. Danach belegte er in den Jahren 2004 und 2005 bei zwei Junioren-Europameisterschaften und einer Junioren-Weltmeisterschaft im Zweikampf jeweils vierte Plätze. Dabei zeichnete sich schon ab, dass das Reißen seine Stärke, das Stoßen aber seine Schwäche ist. Das zeigte sich auch bei der Junioren-EM 2005 in Trencin, wo er im Reißen des Leichtgewichts mit 143 kg Junioren-Europameister wurde.
2005 belegte er bei der Weltmeisterschaft der Senioren in Doha im Leichtgewicht mit 305 kg (140–165) den 9. Platz. Sieger wurde dort der Chinese Shi Ziyong mit 360 kg (160–190). Bei der Europameisterschaft 2006 in Władysławowo/Polen steigerte er sich im Zweikampf auf 321 kg (148–166). Mit dieser Leistung wäre er im Zweikampf Vierter geworden und hätte im Reißen mit 148 kg den Europameistertitel gewonnen. Daraus wurde aber nichts, denn er wurde nachträglich wegen Dopings disqualifiziert und für 2 Jahre gesperrt.
Durch diese Sperre verpasste er die Möglichkeit an den Olympischen Spielen 2008 in Peking teilnehmen zu können. 2009 kam er jedoch in das Wettkampfgeschehen zurück und belegte bei der Europameisterschaft in Bukarest im Leichtgewicht mit 323 kg (150–173) den 5. Platz im Zweikampf. Im Reißen wurde er mit 150 kg Vize-Europameister. Bei der Weltmeisterschaft 2009 in Goyang/Südkorea steigerte er sich auf 328 kg (155–173) und kam damit im Zweikampf auf den 4. Platz. Eine Medaille im Zweikampf verpasste er durch seine relative Schwäche im Stoßen, wo ihm nur der erste Versuch gelang. Im Reißen dagegen wurde er mit 155 kg Vize-Weltmeister.
Bei der Europameisterschaft 2010 in Minsk zeigte sich Ninel Miculescu dann vor allem im Stoßen verbessert. Er schaffte dort im Zweikampf 333 kg (153–180) und gewann mit dieser Leistung alle drei Goldmedaillen, im Zweikampf, im Reißen und im Stoßen. Den 2. Platz im Zweikampf belegte Michail Gobejew aus Russland mit 319 kg (148–171) vor Mete Binay aus der Türkei, der auf 314 kg (149–165) kam. Bei der Weltmeisterschaft 2010 in Antalya verbesserte sich Ninel Miculescu im Zweikampf auf 337 kg (157–180) und wurde damit eigentlich hinter dem überragenden Chinesen Liao Hui, 358 kg (160–198) Vize-Weltmeister. Im Reißen gewann er mit 257 kg außerdem eine WM-Bronzemedaille. Die bei dieser Weltmeisterschaft genommene Dopingprobe war aber erneut positiv, so dass er vom Gewichtheber-Welt-Verband IWF lebenslang gesperrt wurde. Im Übrigen war aber auch der Chinese Liao Hui gedopt, so dass Mete Binay zum Weltmeister erklärt wurde.

## Internationale Erfolge
| Jahr | Platz | Wettbewerb                            | Gewichtsklasse | |
| 1999 | 1.    | Junioren-EM (U 16) in Lignano/Italien | bis 46 kg KG   | mit 162,5 kg (72,5–90), vor Iwan Stoizow, Bulgarien, 160 kg (79–90) |
| 2003 | 2.    | Junioren-EM in Valencia               | Feder          | mit 270 kg (125–145), hinter Mechmed Fikretow, Bulgarien, 277,5 kg (122,5–155) |
| 2004 | 4.    | Junioren-WM in Minsk                  | Feder          | mit 272,5 kg (127,5–145), hinter Du Binghao, China, 285 kg (122,5–162,5) |
| 2004 | 4.    | Junioren-EM in Burgas                 | Leicht         | mit 297,5 (137,5–160), hinter Demir Demirew, Bulgarien, 327,5 kg (147,5–180), Mete Binay, Türkei, 322,5 kg u. Mechmed Fikretow, 310 kg                                                                          |
| 2005 | 4.    | Junioren-EM in Trencin                | Leicht         | mit 308 kg (143–165), hinter Roman Dobrijanski, Russland, 313 kg (139–174), Erkand Qerimaj, Albanien, 310 kg u. Tigran Martirosjan, Armenien, 309 kg                                                            |
| 2005 | 9.    | WM in Doha                            | Leicht         | mit 305 kg (140–165); Sieger: Shi Ziyong, China, 350 kg (160–190) vor Lee Bae-yeong, Südkorea, 337,5 kg (152,5–185)                                                                                             |
| 2006 | disq. | EM in Władysławowo/Polen              | Leicht         | ursprünglich mit 321 kg (148–166) 4. Platz, wegen Dopings aber nachträglich disqualifiziert |
| 2009 | 5.    | EM in Bukarest                        | Leicht         | mit 323 kg (150–173); Sieger: Arakel Mirsojan, Armenien, 336 kg (151–185) vor Vencelas Dabaya, Frankreich, 333 kg (147–186)                                                                                     |
| 2009 | 4.    | WM in Goyang/Südkorea                 | Leicht         | mit 328 kg (155–173), hinter Liao Hui, China, 346 kg (160–186), Arakel Mirsojan, 334 kg (154–180) und A. Triyatno, Indonesien, 330 kg (150–180)                                                                 |
| 2010 | 1.    | EM in Minsk                           | Leicht         | mit 333 kg (153–180), vor Michail Gobejew, Russland, 319 kg (148–171) u. Mete Binay, 314 kg (149–165) |
| 2010 | disq. | WM in Antalya                         | Leicht         | ursprünglich mit 337 kg (157–180) 2. Platz hinter Liao Hui, China, 358 kg (160–198), der aber ebenfalls wegen Dopings disqualifiziert werden musste. Somit Weltmeister Mete Binay, Türkei, mit 335 kg (160–175) |

## WM + EM-Einzelmedaillen (nur Seniorenbereich)
- WM-Silbermedaillen: 2009/Reißen
- EM-Goldmedaillen: 2010/Reißen – 2010/Stoßen
- EM-Silbermedaillen: 2009/Reißen

Erläuterungen
- alle Wettkämpfe im Zweikampf, bestehend aus Reißen und Stoßen
- OS = Olympische Spiele, WM = Weltmeisterschaft, EM = Europameisterschaft
- Leichtgewicht, Gewichtsklasse bis 69 kg Körpergewicht